# Marjan Mager
Marjan Mager is een Nederlands langebaanschaatsster en marathonschaatsster.
Tussen 1990 en 1996 rijdt Mager meerdere malen op de NK Afstanden en het NK Allround.
In 1996 schaatst Mager samen met Lilian van Tol, Lisette van Dijk, Sonja Groot, Judith Rem en Janneke Dickhout een wereldrecord op de 24 uur, waar ze als team 825 kilometer afleggen.

## Records

### Persoonlijke records[3]
| Afstand      | Tijd     | Datum            | Baan       |
| ------------ | -------- | ---------------- | ---------- |
| 500 meter    | 44,09    | 26 januari 1991  | Davos      |
| 1000 meter   | 1.27,27  | 19 februari 1989 | Heerenveen |
| 1500 meter   | 2.12,90  | 15 november 1995 | Heerenveen |
| 3000 meter   | 4.36,10  | 6 januari 1990   | Heerenveen |
| 5000 meter   | 7.56,38  | 7 januari 1990   | Heerenveen |
| 10.000 meter | 16.58,67 | 15 maart 1991    | Heerenveen |